# 明石伊勢松
明石 伊勢松（あかし いせまつ、1881年（明治14年）- 1961年（昭和36年））は、日本の造園技師。

## 経歴
福岡生まれ。1901年（明治34年）に御料局の技手となり、測量課勤務。名古屋、木曽、宇都宮と転勤する。
1907年（明治40年）内匠寮内苑局技手となり、翌年から1910年（明治43年）まで東宮御所庭苑改造に従事する。
1914年（大正3年）に宮内技手となり、同年武庫離宮御造営に従事する。
翌年1915年（大正4年）に大礼使書記となり、同年より1916年（大正5年）まで青山御所勤務後、宮城勤務となる。
1928年（昭和3年）、宮内技師となり、同年に退官。